# Godmanchester Rovers F.C.
Godmanchester Rovers F.C. là một câu lạc bộ bóng đá Anh đến từ Godmanchester, Cambridgeshire. Hiện tại đội bóng đang thi đấu ở Premier Division của Eastern Counties League trên sân nhà Bearscroft Lane.

## Lịch sử
Lần đề cập đầu tiên về câu lạc bộ được ghi lại từ mùa giải 1928–29, khi họ vô địch Hunts Junior Cup. Đội bóng chơi ở Huntingdonshire League trong nhiều năm trước khi gia nhập Cambridgeshire League. Họ lại vô địch Hunts Junior Cup mùa giải 1988–89, và năm 1992 được thăng hạng vào hạng đấu cao nhất của Cambridgeshire League. Mùa giải 1994–95 họ vô địch League Cup, bảo vệ thành công trong 2 mùa giải tiếp theo. Tuy nhiên, đội bóng bị xuống chơi ở Senior Division năm 2000.
Khi câu lạc bộ có ý định chuyển qua sân đấu mới, họ làm đơn để gia nhập Eastern Counties League năm 2002. Mặc dù bị xếp vào hạng thứ hai của Cambridgeshire League, câu lạc bộ vẫn đạt được thành công. Đội bóng xếp cuối bảng mùa giải 2004–05, nhưng không bị xuống hạng vì ảnh hưởng từ tổng số đội bóng. Mùa giải 2011–12 câu lạc bộ vô địch Division One nhờ hiệu số bàn thắng bại để lên hạng Premier Division, và cũng vô địch Division One Knock-out Cup, đánh bại Whitton United 1–0 trong trận chung kết. Mùa giải 2014–15 câu lạc bộ về đíc thứ hai ở Premier Division.

## Sân vận động
Trước khi chuyển đến Bearscroft Lane, câu lạc bộ chơi ở Judith's Field tại London Road, từng là khu giải trí có lều. Năm 2002 họ đến sân hiện tại, cách sân cũ vài trăm yard.

## Cựu cầu thủ đáng chú ý
- Darren Bent: ở câu lạc bộ đến năm 1998.
- Joe Lewis: ở câu lạc bộ đến năm 2002.

## Danh hiệu
- Eastern Counties League
  - Division One Vô địch 2011–12
  - Division One Knock-Out Cup Vô địch 2011–12
- Cambridgeshire League
  - League Cup Vô địch 1994–95, 1995–96, 1996–97
- Hunts Junior Cup
  - Vô địch 1929–30, 1988–89

## Kỉ lục
- Số khán giả đến cổ vũ: 201 với Yaxley, Vòng 1 FA Vase, 1 tháng 11 năm 2014
- Thành tích tốt nhất tại FA Cup : Vòng loại 1, 2009–10
- Thành tích tốt nhất tại FA Vase: Vòng 2, 2010–11